# Gaspar de Grajal
Gaspar de Grajal (Villalón de Campos, 1530; Valladolid, 9 de septiembre de 1575) fue un teólogo, biblista y hebraísta castellano. 

## Biografía
Descendiente de judíos conversos, comenzó sus estudios en la Universidad de Salamanca, ampliándolos en la Universidad de Lovaina y en la de Universidad de La Sorbona. 
En 1560 obtuvo la cátedra de estudios Bíblicos en Salamanca, donde defendió la lectura de las escrituras según el sentido literal. Esto provocó varias controversias con Bartolomé de Medina y León de Castro, que defendían el uso exclusivo de la Vulgata. 
En 1571 fue denunciado (al parecer por el catedrático de griego León de Castro, enconado antihebraísta) a la Inquisición junto a sus amigos Martín Martínez de Cantalapiedra y fray Luis de León y en marzo de 1572, fue encarcelado. Falleció el 9 de septiembre de 1575 en la prisión de la Inquisición en Valladolid, sin haber llegado a juicio.

## Obras
- Expositio in Oseam.
- Expositio in Amos.
- Expositio in Hieremiam.
- In Sententias Durandi.
- In Michaeam prophetam commentaria (Salamanca, 1570).

- Datos: Q5875876